# 阿克然·卡热格尔金
阿克然·马格扎诺维奇·卡热格尔金（羅馬化：Äkejan Mağjanūly Qajygeldin；1952年3月27日—），生于哈萨克苏维埃社会主义共和国格奥尔基耶夫卡村（俄语：Георгиевка，今东哈萨克斯坦州扎爾馬區卡爾巴套），哈萨克斯坦政治家，社会活动家，流亡者。
1994年10月担任哈萨克斯坦总理，1997年10月辞职。表面上是因为健康原因，但实际上许多人知道是抗议哈萨克斯坦威权主义体制。卡热格尔金现在流亡西方，领导哈萨克斯坦共和人民党反对前哈萨克斯坦总统努尔苏丹·纳扎尔巴耶夫，指责纳扎尔巴耶夫独裁统治，搞裙带关系，以及侵犯人权。

## 生平
卡热格尔金就读于塞米巴拉金斯克教育大学（1974年）和阿拉木图人民经济大学（1985年），毕业后曾担任过中学教师，1979年 - 1984年在加里宁地区委員会工作，1985年 - 1987年担任基洛夫地区執行委員会議長，1987年 - 1989年进入克格勃（GKB）工作。
1989年起开始经商，成为塞米巴拉金斯克建築・装飾用石材産業加工厂厂长，1990年任托曼公司总裁和塞米伊金融産業公司总裁。1991年 - 1993年任塞米巴拉金斯克州執行委員会副主席、行政長官。1992年7月 - 1996年7月任总统附属企業家会議主席，1993年2月 - 1995年2月任哈萨克斯坦实业家和企业家联盟主席。1993年12月 - 1994年10月担任政府第一副总理，1994年10月被任命为哈萨克斯坦总理。
1998年3月 - 1998年10月再次担任实业家和企业家联盟主席和总统顾问，1998年12月创立了“哈萨克斯坦共和人民党”（Republican People’s Party of Kazakhstan），并出版了一本名为《正确的选择》的书，他的21世纪自由基金会（21st Century Freedom Foundation）倡议宪法修正案，实行自由选举，与纳扎尔巴耶夫总统发生严重政治分歧。1999年，他试图成为总统候选人，但是没有得到许可。此后不久，税务机关对他发起了一项逃税和非法在比利时购买房地产的调查。于是卡热格尔金为躲避调查离开哈萨克斯坦前往国外。
2001年8月15日，哈萨克斯坦最高法院以涉嫌受贿和滥用职权等罪行开庭审理前总理卡热格尔金。但流亡国外的卡热格尔金声称因担心受迫害而拒绝回国受审。
卡热格尔金流亡国外后长期住在美国和英国，但没有人知道他现在在哪里。2001年7月，哈萨克斯坦驻美国的外交官曾在美国议会举办的一次关于哈萨克斯坦人权听证会上见到他，并企图交给他一张法庭传票，但被他拒绝。